# NGC 2893
NGC 2893 je galaksija u zviježđu Lavu.

## Vanjske poveznice
- SEDS: NGC 2893